# Matzenheim
Matzenheim es una localidad y  comuna francesa, situada en el  departamento de Bajo Rin, en la región de  Alsacia.

## Demografía

| 1793 | 1800 | 1806 | 1821 | 1831 | 1836 | 1841 | 1846 | 1851 | 1856 | 1861 | 1866 |
| ---- | ---- | ---- | ---- | ---- | ---- | ---- | ---- | ---- | ---- | ---- | ---- |
| 608  | 512  | 636  | 703  | 758  | 759  | 775  | 701  | 725  | 727  | 720  | 705  |
| 1871 | 1875 | 1880 | 1885 | 1890 | 1895 | 1900 | 1905 | 1910 | 1921 | 1926 | 1931 |
| 767  | 730  | 879  | 952  | 978  | 964  | 968  | 964  | 948  | 971  | 984  | 994  |
| 1936 | 1946 | 1954 | 1962 | 1968 | 1975 | 1982 | 1990 | 1999 | 2006 | 2012 |      |
| 965  | 902  | 1019 | 675  | 667  | 665  | 1027 | 1130 | 1133 | 1377 | 1416 |      |

## Patrimonio
- Palacio de los condes de Werde (siglo XII restaurado en el siglo XIX, y en 2005).
- Colegio de Saint-Joseph, finales del siglo XIX